# 斯普林克里克 (密蘇里州)
斯普林克里克（英語：Spring Creek）是位於美國密蘇里州費爾普斯縣的鬼鎮。

## 歷史
斯普林克里克的郵局於1868年設立，其後於1943年停運。

## 地理
斯普林克里克所處的海拔為高於海平面237米（即778英呎），而該地所採用的時區為UTC-6，即北美中部時區（CST）。同時該地設有夏令時間，為UTC-6調快一小時，即UTC-5（CDT）。